# Apostolisch vicariaat Noord-Arabië
Het Apostolisch vicariaat Noord-Arabië (Vicariatus Apostolicus Arabiae Settentrionale; Arabisch: القاصد الرسولي في شمال المملكة العربية) is een apostolisch vicariaat van de Katholieke Kerk met hoofdzetel in Bahrein.  Dit vicariaat omvat Bahrein, Koeweit, Qatar en Saoedi-Arabië. Het vicariaat is sinds 12 april 2020 vacant.
In augustus 2012 werd beslist om het hoofdkwartier van het vicariaat over te brengen van Koeweit naar Bahrein omdat Bahrein dichter ligt bij Saoedi-Arabië, waar de meeste leken van het vicariaat wonen. Een andere reden voor de overdracht was dat Bahrein een soepeler visumbeleid heeft.